# کنکورد (ماساچوست)
کنکورد (به انگلیسی: Concord) شهرکی در شهرستان میدلسکس ایالت ماساچوست می‌باشد که در سال ۱۶۳۵ بنیان‌گذاری شده‌است. این شهرک در سرشماری سال ۲۰۱۰ میلادی، ۱۷٬۶۶۸ نفر جمعیت داشته‌است.